# إدنا أوبراين
إدنا أوبراين (بالإنجليزية: Edna O'Brien)‏‏ (15 ديسمبر 1930 - 27 يوليو 2024) كاتبة سيناريو، وشاعرة، وروائية، وكاتِبة، وكاتبة سيرة من جمهورية أيرلندا.
جوزفين إدنا أوبراين، حاصلة على رتبة الإمبراطورية البريطانية (مواليد 15 ديسمبر 1930)، كاتبة روائية أيرلندية، كاتبة مذكرات، كاتبة مسرحية، شاعرة وكاتبة قصص قصيرة. وصفها فيليب روث على أنها «أكثر امرأة موهوبة تكتب بالإنجليزية الآن»، بينما أشار إليها الرئيس السابق لأيرلندا على أنها «أحد أعظم الكتّاب الإبداعيين من جيلها».
تتمحور أعمال أوبراين عادة حول المشاعر الداخلية للنساء، ومشاكلهن المتعلقة بالرجال، والمجتمع ككل. وعادة ما ينسب الفضل لروايتها الأولى «بنات الريف» في كسر الصمت حول الأمور الجنسية والمشاكل الاجتماعية خلال الفترة القمعية في أيرلندا التي تلت الحرب العالمية الثانية. وقد مُنع الكتاب، استُنكر، وحُرق في المنابر.
تعيش أوبراين الآن في لندن. حصلت على جائزة بين الأيرلندية عام 2001. وفازت مجموعتها القصصية بعنوان «القديسين والخطاة» بجائزة فرانك أوكونر الدولية للقصة القصيرة عام 2011، وهي أكثر جوائز المجموعات القصصية القصيرة قيمة. نشرت فابر آند فابر مذكراتها، بنات الريف، عام 2012. ومُنحت مرتبة ساوي من قبل جمعية أوسدانا في عام 2015.

## سيرتها الذاتية
ولدت جوزفين إدنا أوبراين عام 1930 لمايكل أوبراين ولينا كليري في توامغريني، مقاطعة كلير، أيرلندا، وهو المكان الذي وصفته لاحقًا على أنه «شديد الحرارة» و«مغلق». وكانت والدة أوبراين بحسب أوبراين امرأة قوية، مُتحكمة كانت قد هاجرت بشكل مؤقت إلى الولايات المتحدة الأمريكية، وعملت لبعض الوقت كخادمة في بروكلين، نيويورك، لعائلة أيرلندية أمريكية ميسورة الحال قبل أن تعود لأيرلندا لترعى عائلتها. كانت أوبراين الطفلة الأصغر عمرًا لعائلة «متشددة ومتدينة». تعلمت على يد أخوات الرحمة منذ عام 1941 وحتى 1946 ما ساهم في تكون طفولة «خانقة». «لقد تمرَّدتُ على الديانة القسرية والخانقة التي ولدت وتربيت فيها. كانت نافذة ومُخيفة جدًا. وأنا سعيدة بنهايتها» كانت مولعة براهبة بسبب افتقادها العميق لوالدتها وحاولت تشبيهها بالراهبة التي معها. مُنحت أوبراين عام 1950 إجازة الصيدلة. وكانت تقرأ أوبراين في أيرلندا لكُتاب مثل تولستوي، وليم ثاكري، فرنسيس سكوت فيتسجيرالد.
اشترت أوبراين في دوبلين تقديم جيمس جويس، مع مقدمة مكتوبة من قبل توماس إليوت، كان جيمس في سيرته الذاتية صورةً للفنان في شبابه، ما جعلها تدرك أين يمكن أن تصبح إذا ما أرادت أن تكتب عن نفسها. وقالت: «إن المنازل غير السعيدة هي حواضن جيدة جدًا للقصص». وبدأت العمل في لندن كقارئة لهاتشينسون، حيث كانت تُكلَّف مقابل 50 باوند بكتابة رواية. ونشرت كتابها الأول بنات الريف في عام 1960.
كانت هذه أول جزء من ثلاثيتها الروائية (المجموعة لاحقًا باسم ثلاثية بنات الريف) والتي تضمنت البنت الوحيدة (1962) وبنات في جنة الزواج (1964). ومُنعت هذه الكتب بعد نشرها بفترة قصيرة، وأُحرقت في بعض الحالات في بلدها الأم بسبب الصور الصريحة للحياة الجنسية لشخصيات الروايات. واتُهمت أوبراين نفسها «بإفساد عقول النساء الشابات»؛ وقالت لاحقًا: «لم أشعر بأي شهرة، كنت متزوجة، ولدي أطفال صغار. كان كل ما كنت أسمعه من أيرلندا من والدتي ومن الرسائل المجهولة هو النكد والرفض والغضب». وكانت مريضة لدى الطبيب رونالد لينغ في الستينيات وقالت لاحقًا: «اعتقدت أنه يستطيع مساعدتي، لم يستطع فعل ذلك -كان هو نفسه مجنونًا جدًا- ولكنه أبقى كل الاحتمالات مفتوحة». وكانت روايتها مكان وثني (1970) عن طفولتها المكبوتة. كان والداها معاديين بشدة لكل ما يتعلق بالأدب؛ ورفضت والدتها بقوة مهنة ابنتها ككاتبة. وحاولت والدتها حرق كتاب لسيان أوكيسي عندما وجدته بحوزة ابنتها.
كانت أوبراين عضو لجنة الإصدار الأول من برنامج وقت السؤال للبي بي سي في عام 1979, أصبحت العضو الوحيد الباقي في عام 2017.
كتبت مسرحية فيرجينيا في عام 1980 حول فيرجينيا وولف، ونُظمت هذه المسرحية في الأصل في يونيو عام 1980 في مهرجان ستالفورد، أونتاريو، كندا وبعد ذلك في وست إيند في لندن في مسرح رويال هايماركت مع ماغي سميث ومن إخراج روبين فيليبس. وعُرض في المسرح العام في نيويورك عام 1985. تشمل أعمالها الأخرى السيرة الذاتية لجيمس جويس، المنشورة في 1999، ورواية عن الشاعر لورد بايرون بعنوان بايرون في الحب (2009). وروايتها بيت العزلة الرائعة (1994) حول إرهابي هارب (جزء من بحثها الذي شمل زيارة الجمهوري الأيرلندي دومينيك ماكجلنيتشي الذي قتل بالرصاص لاحقًا، وأسمته «رجل خطير وتأملي»، ما حدد بداية مرحلة جديدة في سيرتها المهنية في الكتابة. ورواية «للأسفل بمحاذاة النهر» المعنية بضحية اغتصاب قاصرة باحثة عن الإجهاض في إنجلترا «قضية الآنسة إكس». ورواية في الغابة (2002) التي تعاملت مع حالة حقيقية من الحياة لبريندان أودونيل، الذي خطف وقتل امرأة، وابنها البالغ من العمر ثلاث سنوات، وقسيسًا، في أيرلندا الريفية.

### زواجها
التقت أوبراين وتزوجت بالكاتب الأيرلندي إرنست جابلر ضد رغبة والديها وانتقل الزوجان إلى لندن «عشنا في ضواحي إس دبليو 20» وكان لديهما ولدان، كارلو (كاتب) وساشا جيبلر، مهندسة معمارية؛ ولكن فُض الزواج في عام 1964. وكشف كارلو في عام 2009 أن زواج والديه كان متقلبًا، مع خلافات بين أوبراين وجابلر حول نجاح زوجته. معتقدًا في البداية أنه استحق التقدير لمساعدتها لتصبح كاتبة بارعة، من ثم اعتقد أنه كان مؤلف كتبها. توفي جابلر عام 1998.

## إرثها
بحسب الروائي الأسكتلندي أندرو أوهجان، فإن مكانة أوبراين في الرسائل الأيرلندية مؤكدة. "غيرت طبيعة الخيال الأيرلندي؛ جلبت تجربة المرأة والجنس والحياة الداخلية لأولئك الناس على الصفحة بأسلوبها، وجعلت تلك الاهتمامات عالمية. «يجزم الروائي الأيرلندي كولوم ماكان بكون أوبراين "المستكشفة المتقدمة للخيال الأيرلندي" لأكثر من خمسين سنة.

## جوائز وتكريمات
تشمل جوائز أوبراين جائزة كينجسلي أميس لعام 1962 (لرواية بنات الريف)، وجائزة يوركشراين للكتاب عام 1990 لكتابها فانوس الشرائح. وفي عام 2006، عُينت بمنصب أستاذ مساعد للأدب الإنكليزي في كلية دبلن الجامعية.
وكُرمت في عام 2009 بجائزة بوب هيوز للإنجاز مدى الحياة خلال مراسيم خاصة في جوائز الكتاب الأيرلندي لتلك السنة. وفازت مجموعتها القصصية القديسين والخطاة بجائزة فرانك أوكورنر الدولية للقصة القصيرة، مع إشارة الحكم ثوماس مكارثي إليها على أنها «سولجنيتسين الحياة الأيرلندية». وبث راديو وتلفزيون أيرلندا فيلمًا وثائقيًا عنها كجزء من قسم الفنون الخاص به في عام 2012. ومُنحت رتبة الإمبراطورية البريطانية الشرفية لمساهماتها في الأدب في 10 إبريل، 2018.
- 1962 : جائزة كينجسلي أميس لرواية بنات الريف
- 1970 : جائزة يوركشاير بوست للكتاب (كتاب السنة) لوراية مكان وثني
- 1990 : جائزة لوس أنجلس تايمز للكتاب (للخيال) لكتاب فانوس الشرائح
- 1991 : جائزة غرينزان كافور (إيطاليا) لرواية بنت بعيون خضراء
- 1993 : جائزة نقابة الكتاب (أفضل رواية خيال) لرواية الوقت والمد
- 1995 : الجائزة الأوروبية للأدب (الرابطة الأوروبية للفنون) عن بيت العزلة الرائعة
- 2001 : جائزة بين الأيرلندية
- 2006 : جائزة بين الأيرلندي
- 2006 : ميدالية أوليسيس (كلية دبلن الجامعية)
- 2009 : جائزة بوب هيوز للإنجاز مدى الحياة في الأدب الأيرلندي
- 2010 : رُشحت لجائزة الكتاب الأيرلندي للعقد (جوائز الكتاب الأيرلندية) لرواية في الغابة
- 2011 : فرانك أوكونر الدولية للقصة القصيرة، لرواية القديسين والخطاة
- 2012 : جوائز الكتاب الأيرلندية (كتاب غير روائي أيرلندي) لبنت الريف[26]
- 2018 : جائزة بين/ نابوكوف.[27]

## الجوائز
- جائزة نادي القلم الإيرلندي [الإنجليزية]‏
- زميل في الجمعية الملكية للأدب

## الوفاة
توفيت إدنا أوبراين في 27 يوليو 2024 عن عمر ناهز الثالثة والتسعين.

## روابط خارجية
- إدنا أوبراين على موقع IMDb (الإنجليزية)
- إدنا أوبراين على موقع الموسوعة البريطانية (الإنجليزية)
- إدنا أوبراين على موقع مونزينجر (الألمانية)
- إدنا أوبراين على موقع ميوزك برينز (الإنجليزية)
- إدنا أوبراين على موقع أول موفي (الإنجليزية)
- إدنا أوبراين على موقع إن إن دي بي (الإنجليزية)
- إدنا أوبراين على موقع ديسكوغز (الإنجليزية)
- إدنا أوبراين على موقع ديسكوغز (الإنجليزية)
- إدنا أوبراين على موقع قاعدة بيانات الفيلم (الإنجليزية)